# Adenodictyna kudoae
Adenodictyna kudoae là một loài nhện trong họ Dictynidae. Chúng được Hirotsugu Ono miêu tả năm 2008, và chỉ được tìm thấy ở Nhật Bản.